# Estación de Salina Cruz
Salina Cruz es una estación de trenes que se encuentra en Salina Cruz, Oaxaca. El 17 de septiembre de 2023, el presidente Andrés Manuel López Obrador, inicio desde la estación el primer viaje de pruebas para el Tren Interoceánico.
El 22 de diciembre de 2023, la estación fue inaugurada junto al primer viaje del Tren Interoceánico por la Línea Z.

## Historia
La estación se construyó sobre la línea del Ferrocarril Nacional de Tehuantepec. En junio de 1879 se aprobó un contrato con el Sr. Learned el 19 de enero de 1878, y el 6 de noviembre de 1880 se logró fijar el trayecto de la línea férrea.

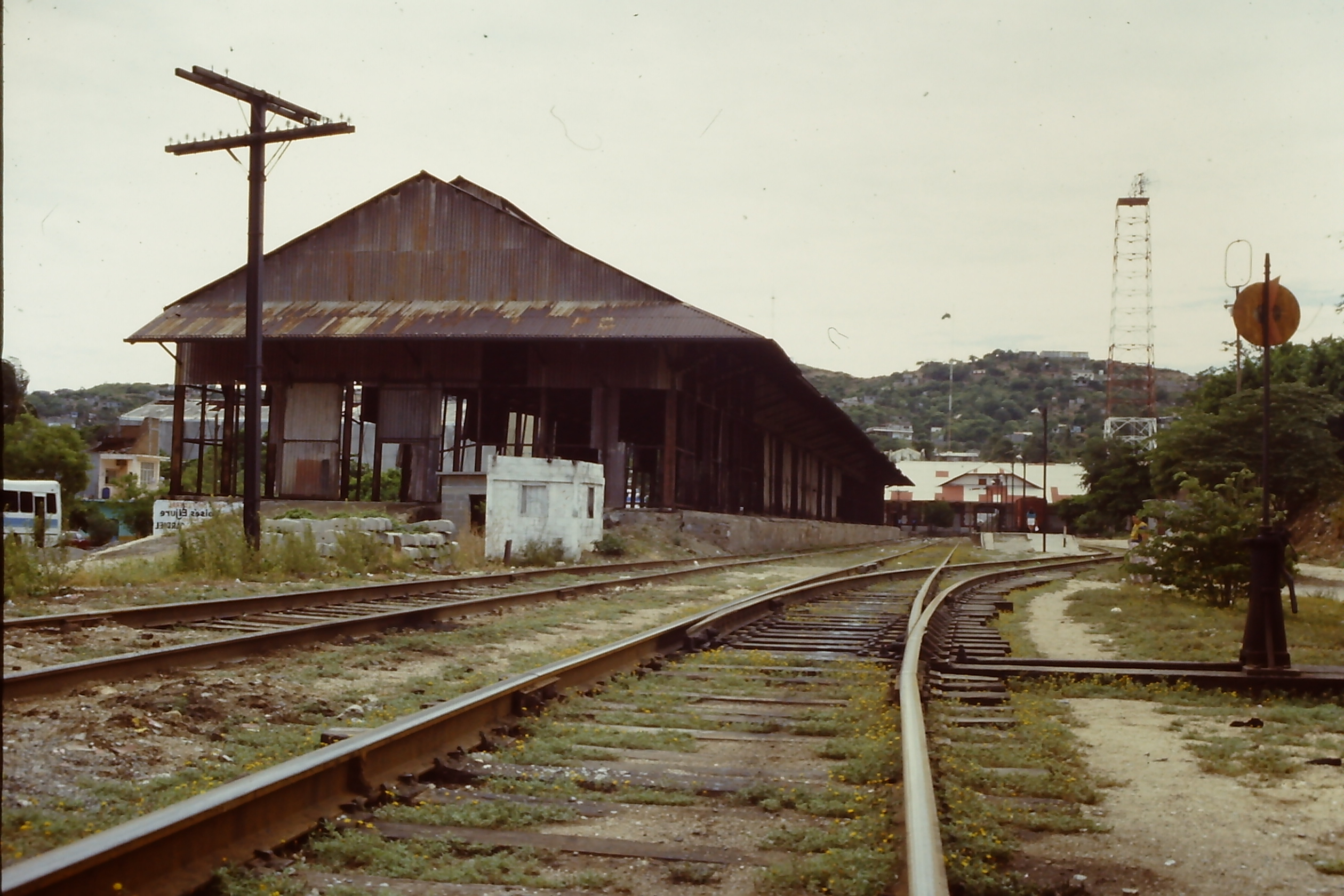
La estación abandonada en 1997.

Por decreto, el 30 de mayo de 1882 se autorizó al Ejecutivo Federal para la construcción de un ferrocarril por el Istmo y el 24 de julio del mismo año se dictaron las resoluciones y disposiciones relativas a proceder a los trabajos preliminares a la construcción del Ferrocarril Interoceánico por el Istmo.
Por contrato, el 27 de febrero de 1888 se autorizó la construcción del Ferrocarril de Tehuantepec. La construcción del ferrocarril se terminó en 15 de octubre de 1894 y fue concluida el 29 de junio de 1894, estableciéndose así una línea férrea que conectaba el Océano Pacífico con el Océano Atlántico.
La estación fue inaugurada en 1907, cuando el gobierno colocó a Salina Cruz como epicentro del progreso del sur-sureste. A través del ferrocarril se transportaba pólvora, sal y carbón.

### Remodelación

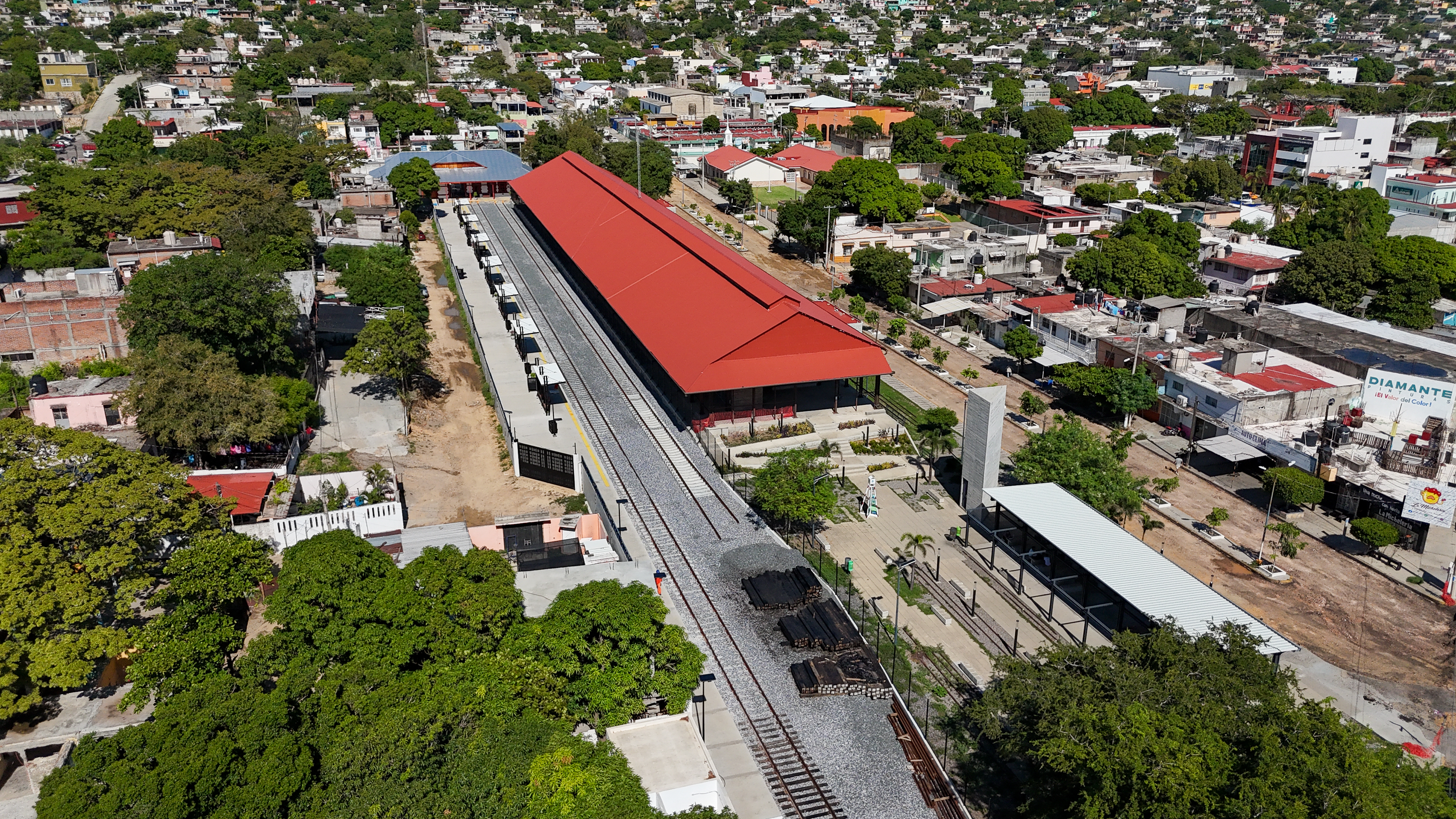
Vista aérea de la estación.

Con una inversión de un aproximado de 54 millones de pesos, actualmente en el almacén de la estación se encuentra una Casa de la Cultura, la cual forma parte del Programa para el Mejoramiento Urbano "Mi México late", que lleva a cabo la Secretaría de Desarrollo Agrario, Territorial y Urbano (SEDATU).
El 17 de septiembre de 2023, la estación logró ver de vuelta el paso de trenes en sus andenes, ya que el presidente Andrés Manuel López Obrador, realizó un viaje de prueba sobre la nueva vía, el cual tardo aproximadamente 10 horas.
El 22 de diciembre de 2023, la estación fue reinaugurada por el entonces presidente Andrés Manuel López Obrador, esta inauguración fue a la par de primer viaje del Tren Interoceánico por la Línea Z.